# Merrion Hall
Le Merrion Hall est une ancienne église des Frères de Plymouth construite par Alfred Gresham Jones et achevée en 1863, située près de Merrion Square à Dublin, en Irlande. Il a été reconstruit et rénové et est maintenant l'hôtel Davenport, mais la façade historique a été conservée.

## Histoire
L'église a été construite par Alfred Gresham Jones (1824–1888) pour les Frères. Elle a été achevée en 1863 pour un coût de 16 000 £ et avait une capacité de salle principale de 2 500 à 3 000 personnes, ainsi que de nombreuses autres personnes debout.
Merrion Hall était le plus grand Hall des Frères jamais construit. Il y avait trois galeries complètement ovales et une plate-forme de prédicateur à deux étages presque identique à celle du Metropolitan Tabernacle de Londres. La salle inférieure au sous-sol contenait une piscine de baptême sous le sol.
L'Assemblée des Frères a occupé le bâtiment protégé jusqu'à la fin des années 1980, date à laquelle il a été vendu à un promoteur et en grande partie détruit par un incendie en 1991 et développé sous le nom de Davenport Hotel derrière la façade originale restaurée de 1863. La façade à l'italienne demeure et est protégée.

## Culture
Le bâtiment a été utilisé comme lieu de tournage pour le film de 1991 Hear My Song dépeignant une boîte de nuit de Liverpool, une telle utilisation étant plutôt en contradiction avec son affectation d'origine. L'un des rares édifices religieux mentionnés dans le roman Ulysse de James Joyce est Merrion Hall.

## Source de la traduction
- (en) Cet article est partiellement ou en totalité issu de l’article de Wikipédia en anglais intitulé « Merrion Hall » (voir la liste des auteurs).